# SU-100
SU-100 – średnie działo samobieżne produkcji radzieckiej z okresu II wojny światowej.

## Historia

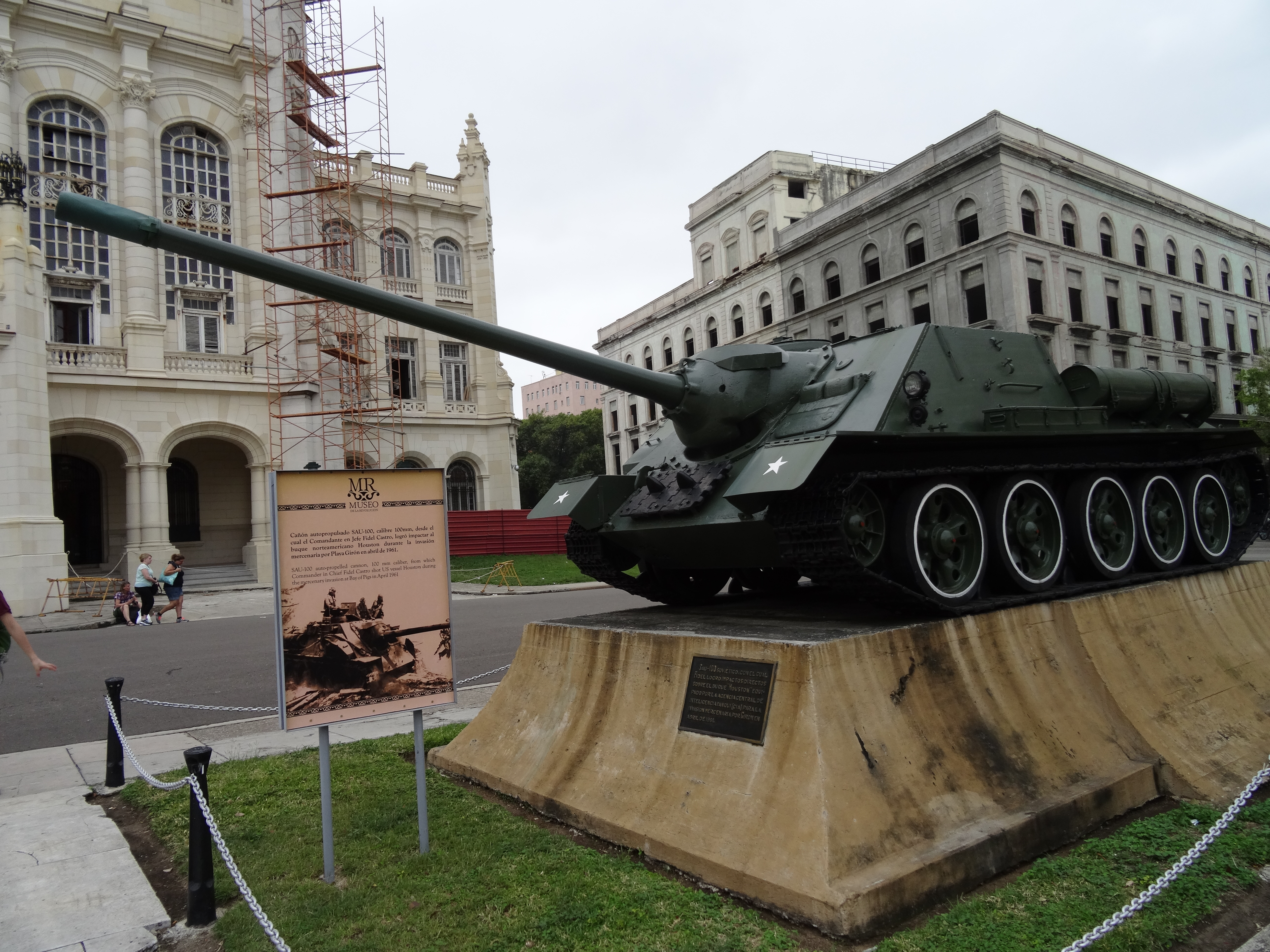
Działo samobieżne SU-100 przed Muzeum Rewolucji w Hawanie

W końcu 1943 roku, w związku z planowanym przezbrojeniem czołgu T-34 w armatę 85 mm, konieczne stało się dalsze wzmocnienie uzbrojenia dział samobieżnych. Podjęto decyzję o skonstruowaniu nowego średniego działa samobieżnego, wyposażonego w armatę 100 mm. Zespół pod kierunkiem gen. F. Pietrowa z Fabryki Artyleryjskiej nr 9 w Swierdłowsku, skonstruował nową armatę oznaczoną D-10. Równocześnie, w fabryce „Uralmaszzawod” w Swierdłowsku, dokonano adaptacji kadłuba działa SU-85. Podstawowe modyfikacje zastosowane w nowym pojeździe, to:
- zmiana uzbrojenia z armaty kal. 85 mm na 100 mm
- pogrubienie pancerza czołowego z 45 do 75 mm
- dodanie wieżyczki dowódcy kompatybilnej z czołgiem T-34/85
- użycie nowo zaprojektowanych części z czołgu T-34/85

- wiele mniejszych zmian, np.: zamiana celownika MK-III na MK-IV

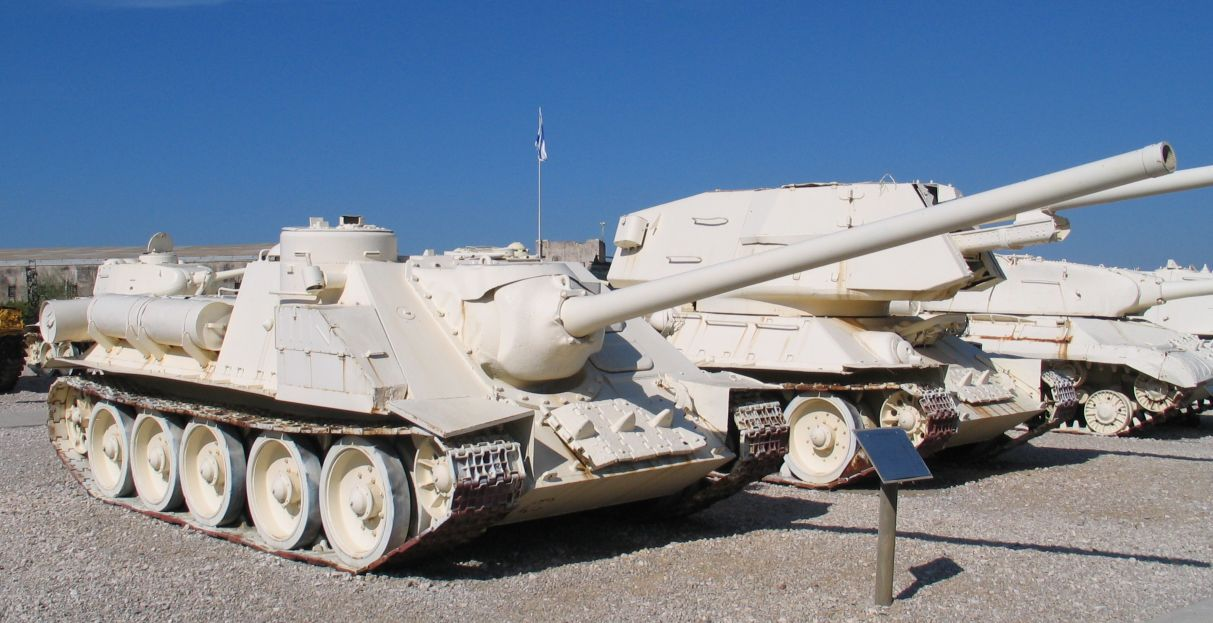
SU-100 w muzeum w Izraelu

## Służba
Nowe działo samobieżne przyjęto do uzbrojenia armii radzieckiej w lipcu 1944, a do końca 1944 roku dostarczono ok. 500 nowych dział. W pierwszej połowie 1945 wyprodukowano jeszcze ok. 700 wozów.
W 1944 roku zostało zaprojektowane działo Uralmasz-1, znane jako SU-101 i drugi prototyp uzbrojony w armatę 122 mm SU-102, jednak nie weszło do produkcji ze względu na koniec wojny.
Były one niezwykle efektywnym środkiem walki z nowymi typami czołgów niemieckich. Odegrały bardzo istotną rolę w końcowej fazie wojny, m.in. w operacji balatońskiej i berlińskiej.
Od kwietnia 1945 roku, działa SU-100 znalazły się w uzbrojeniu ludowego Wojska Polskiego, ale większe ich ilości dotarły dopiero po wojnie. Na uzbrojeniu Wojska Polskiego pozostawały do końca lat 60.
W okresie powojennym, działo SU-100 weszło na uzbrojenie armii państw Układu Warszawskiego oraz Kuby i państw arabskich. Zostało użyte bojowo w wielu regionalnych konfliktach zbrojnych (np. wojna koreańska, wojny arabsko-izraelskie). Do dziś pełnią służbę w kilku państwach.
Od 2015 roku działa SU-100, wraz z T-34 są używane w Jemeńskiej wojnie domowej, gdzie część tych maszyn została zniszczona przez lotnictwo, lub poprzez kierowane pociski przeciwpancerne.

## Użytkownicy

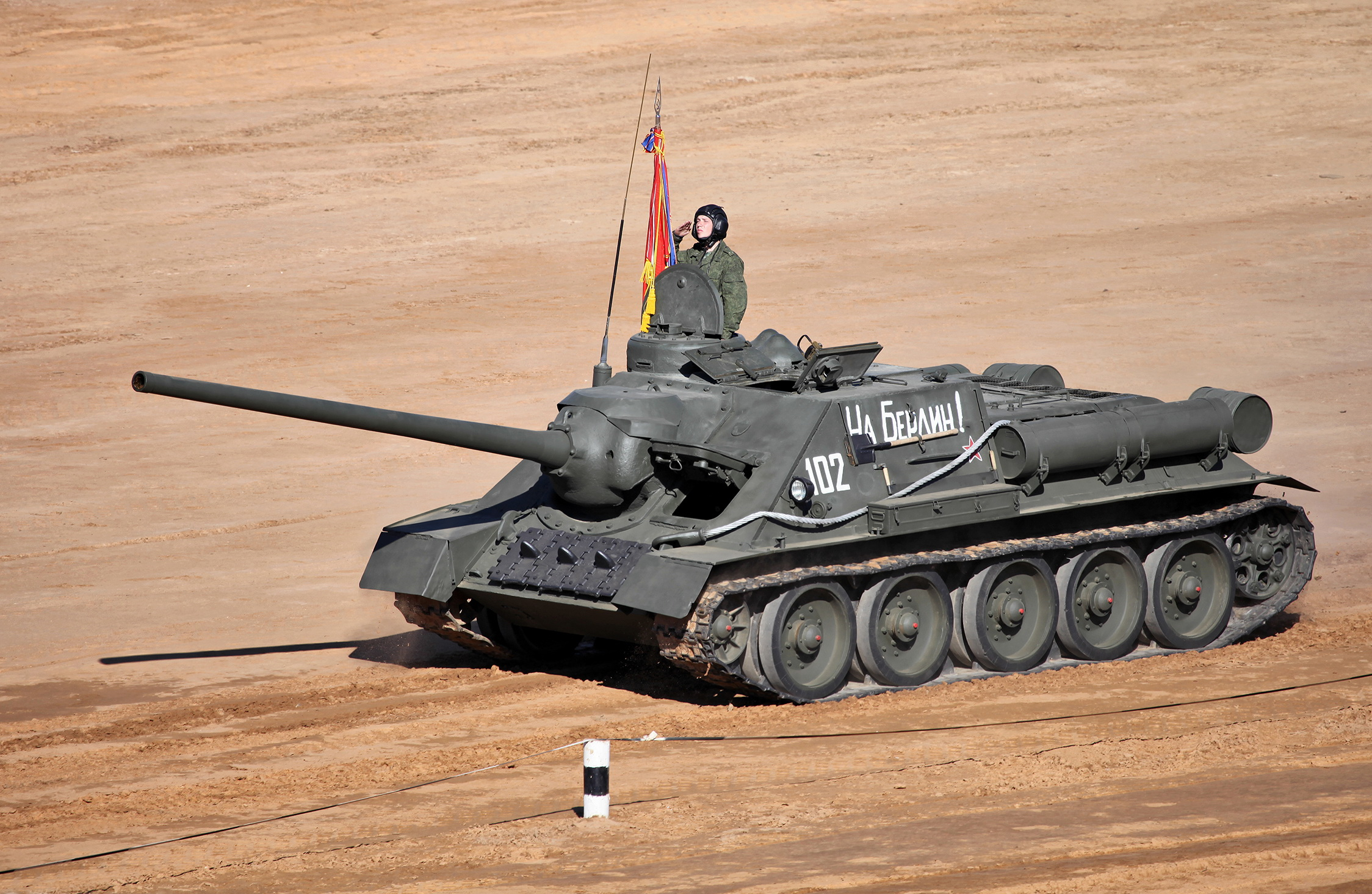
Rosyjski SU-100 w 2013 roku.

- Algieria: 50 w rezerwie[1][2]
- Jemen: 70[1], część pojazdów została zniszczona.
- Korea Północna: 100[3]
- Maroko: 25[3] 8 w służbie[1]
- Rumunia: 47 w rezerwie (stan na 2016 rok)[4]
- Wietnam: 100[3]

### Byli użytkownicy
- Angola: 40[3] Wszystkie zostały zniszczone podczas angolskiej wojny domowej lub wycofane w późnych latach 80.[5]
- Albania: liczba nieznana
- Bułgaria: 100[3]
- Chiny: 300[3]
- Czechosłowacja: 200[3]
- Egipt: 150[3]
- Irak: 250[3]
- Jemen Północny: 50[3]
- Jugosławia: 20[6]
- Kuba: 100[3]
- Mongolia: 10[3]
- III Rzesza – egzemplarze zdobyczne.
- NRD: 50[3]
- Polska
- Syria: 80[3]
- Węgry: 50[3]
- ZSRR[7]

## Egzemplarze muzealne
W Polsce zostało zachowane tylko jedno działo samobieżne SU-100. Pojazd znajduje się w Muzeum Broni Pancernej w Poznaniu – oddziale Muzeum Wojska Polskiego w Warszawie.

## Dane taktyczno-techniczne
- Masa – 31,6 t.
- Załoga – 4 ludzi.
- Wymiary – długość całkowita 9,45 m, długość kadłuba 6,10 m, szerokość 3,00 m, wysokość 2,24 m, prześwit 0,40 m.
- Uzbrojenie – 1 armata 100 mm wz. 1944 D-10S, 2 pistolety maszynowe 7,62 PPSz, po wojnie: 2 karabinki AK i 1 wkm przeciwlotniczy DSzK; kąty ostrzału w płaszczyźnie poziomej 16 stopni, w płaszczyźnie pionowej od -2 stopni do +17 stopni. Przyrządy celownicze i obserwacyjne – 1 peryskopowy przyrząd dowódcy, 1 celownik teleskopowy TSz-19, 1 panorama artyleryjska Goertza, 3 peryskopy obserwacyjne, 5 szczelin obserwacyjnych (po wojnie urządzenia noktowizyjne).
- Amunicja – 34 naboje do działa, 300 nabojów do pm, 20 granatów ręcznych.
- Pancerz – spawany z płyt walcowanych o grubości – jarzmo armaty 110 mm, przód 75 mm, boki i tył 45 mm, dno i góra 20 mm.
- Napęd – silnik wysokoprężny, 4-suwowy, widlasty 12-cylindrowy W-2-34, średnica cylindrów 150 mm, skok tłoków 180–186 mm, stopień sprężenia 15, pojemność 38880 cm³, moc maksymalna 500 KM przy 1800 obr./min, chłodzony cieczą.
- Paliwo – olej napędowy, pojemność zasadniczych zbiorników paliwa 465 l, dodatkowych 270 l (Nie podłączone do układu paliwowego. Paliwo trzeba było przepompowywać do zbiorników głównych), zużycie paliwa 270 l/100 km drogi lub 350 l/100 km terenu.
- Instalacja elektryczna – jednoprzewodowa 24 V.
- Łączność – zewnętrzna – radiostacja krótkofalowa 10-RF-26F, wewnętrzna – wewnętrzny telefon czołgowy TPU-47.
- Osiągi – moc jednostkowa 11,6 kW/t (15,8 KM/t), nacisk jednostkowy 0,82 kg/cm, prędkość maksymalna 50 km/h, zasięg po drodze 310 km, w terenie 180 km.
- Pokonywane przeszkody – wzniesienia 35 stopni, rowy szerokości 2,50 m, ściany wysokości 0,73 m, brody głębokości 1,10 m.